# 김신 (축구 선수)
김신(한국 한자: 金信, 1995년 3월 30일 ~ )은 대한민국의 축구 선수이며 포지션은 공격수이자,

## 선수 경력
2014년 전북 현대의 유스팀인 전주영생고등학교 축구부를 나온 후 전북에 입단하였다. 시즌 중반 올랭피크 리옹의 러브콜을 받고 2주 간의 입단 테스트를 진행한 후 합격 판정을 받고 임대 이적을 확정지었다.
2016년 충주 험멜로 임대이적하였다. 충주에서 35경기 13골 6도움을 올리며 득점 7위에 오르는 등 좋은 모습을 보여주었다.
2016년 12월 19일 부천 FC로 이적이 발표되었다.
2017시즌 부천 FC에서 뛰며 29경기 출전 4골 6도움의 성적을 올렸다.
2017시즌 종료 후 경남 FC로 이적하였다.
2019년 여름 이적시장에서 김해시청에 입단했다. 2019년 7월 6일에 열린 경주 한국수력원자력과의 경기에서 김해 입단 이후 첫 골을 기록했다.
2020시즌 여름 이적시장에서 K3리그의 전주시민축구단으로 이적했다.